# Рамон Боррель I
Рамон Боррель I (*Ramon Borrell I, бл. 972 —1017) — граф Барселони, Жирони, Осони у 988—1017 роках.

## Життєпис
Походив з Барселонської династії. Син Борреля II, графа Барселони, Жирони, Осони, та Ледгарди Тулузької. З 988 року стає співволодарем свого батька. Успадкував трон після смерті батька у 992 році. У 993 році оженився на представниці Каркассон.
У період з 1000 по 1002 роках Барселона неодноразово зазнавала набігів військ фактичного володаря Кордовського халіфату — аль-Мансура. Після смерті останнього у 1003 році Рамон Боррель атакував Леріду, що викликало новий наступ мусульман. Того ж року син аль-Мансура — Абд аль-Малік аль-Музаффар — атакував Каталонію. Того ж року Рамон Боррель зазнав поразки. Після цього зазнало спустошення західна частина графства. У 1006 році граф Барселони завдав рішучої поразки Абд аль-Маліку.
Скориставшись повстанням у Кордовськом халіфаті з 1008 року, барселонці почали військові кампанії проти маврів. 1010 року Рамон Боррель в союзі з Арменголєм I Урхельським, Бернардо Бесалузьким і арабським військовиком слов'янського походження Мухаммадом ібн Хікам Вахід виступив проти кордовського халіфа Сулеймана II, повністю звільнивши Каталонію від маврів, здобувши рішучу перемогу в битві при Абд аль-Бакрі. До 1012 року зайняв область до Конки-де-Барбера.
У 1015—1016 роках Рамон Боррель I здійснив два походи проти арабів до річок Ебро і Сегре. Багату здобич він розділив між баронами, щоб підтримати їхню лояльність.
Рамон Боррель знову заселив Сегарра, Конка-де-Барбер і Таррагону і почав будівництво собору в Барселоні. Він був першим володарем Каталонії, хто почав карбувати власну монету.
Помер у 1017 році. Його владу успадкував син Барангер-Рамон при регентстві вдови Рамона Борреля.

## Родина
Дружина — Ермесінда, донька Рожера I, графа Каркассону.
Діти:
- Барангер-Рамон (1004/1006—1035), граф Барселони у 1017—1035 роках
- Боррель-Рамон (д/н—1016)
- Аделаїда (1004—1051), дружина Рожера I де Тосні

1 бастард